# سایپرس‌لیک (فلوریدا)
سایپرس‌لیک (به انگلیسی: Cypress Lake) یک منطقهٔ مسکونی در ایالات متحده آمریکا است که در شهرستان لی، فلوریدا واقع شده‌است. سایپرس‌لیک ۱۰٫۳ کیلومتر مربع مساحت و ۱۲٬۰۷۲ نفر جمعیت دارد و ۱ متر بالاتر از سطح دریا واقع شده‌است.